# دونالد ئی ویلیامز
دونالد ئی ویلیامز (به انگلیسی: Donald E. Williams) فضانورد اهل کشور ایالات متحده آمریکا بود که در ۱۳ فوریهٔ ۱۹۴۲ میلادی در لفیت، ایندیانا زاده شد. وی در مأموریت اس‌تی‌اس-۵۱-دی، اس‌تی‌اس-۳۴ حضور داشت.